# 土门无心菜
土门无心菜（学名：Arenaria tumengelaensis）是石竹科无心菜属的植物，为中国的特有植物。分布在中国大陆的西藏等地，生长于海拔4,600米至5,300米的地区，一般生于砂砾质河滩草甸，目前尚未由人工引种栽培。